# Saint-Germier (Deux-Sèvres)
Saint-Germier è un comune francese di 194 abitanti situato nel dipartimento delle Deux-Sèvres nella regione della Nuova Aquitania.

## Società

### Evoluzione demografica
Abitanti censiti